# Rio Guanhães
O rio Guanhães é um curso de água do estado de Minas Gerais, Brasil, que pertence à bacia do rio Doce. Na sua foz, onde desagua no rio Santo Antônio, localiza-se a UHE Salto Grande, inaugurada em 1956. Seu nome, que significa 'aquele que corre', tem origem na tribo dos Guanaãns (ou Guanahães), cujos índios viviam nas margens desse rio. Sua principal nascente localiza-se em Santo Antônio do Itambé, nos limites da bacia do Rio Doce.
O curso de água não adentra o município de mesmo nome, apenas define os limites de um trecho entre o município de Guanhães e o de Dores de Guanhães. Também atravessa os municípios de Sabinópolis, Serro e Senhora do Porto.
Estão atualmente em construção, no município de Dores de Guanhães, três PCHs com capacidade geradora total de 35MW.